# Antisemitismo en Europa
El antisemitismo, o el miedo y el odio al pueblo judío, ha experimentado una larga historia de expresión desde los días de las antiguas civilizaciones, originado en su mayoría en las civilizaciones precristianas y cristianas europeas.
El Renacimiento, el Siglo de las Luces y la era del Imperialismo llevó a un aumento de expresiones no religiosas de fobias y escándalos antisemitas en todo el continente, aun cuando el continente había experimentado una serie de revoluciones políticas; en la época en la que se establecieron regímenes republicanos y no monárquicos, el nacionalismo romántico etnocentrista y los movimientos sociales empezaron a ser los principales instigadores del antisemitismo. De esto son un ejemplo las políticas de la Unión Soviética y la Alemania nazi en la primera mitad del siglo XX. A lo largo de dicho siglo, la institucionalización de dicha violencia antisemita se instauró en toda Europa y se extendió al mundo árabe y a otros países de mayoría islámica.
En pleno siglo XXI, la izquierda antisemita es la principal motivadora de conductas antisemitas en Europa, debido a la caída del nacionalismo étnico (ilegalizado en muchos lugares de Europa) después de la Segunda Guerra Mundial y la consolidación de la Unión Europea.
Desde 2000, el antisemitismo ha aumentado significativamente en Europa, con ataques verbales a los judíos y vandalismo como grafitis, quema de escuelas judías, desacralización de sinagogas y cementerios. En Alemania y Austria, donde los incidentes antisemitas son los de mayor número de Europa, el ataque físico a judíos incluye palizas, apuñalamientos y otro tipo de violencia, que llega a heridas graves e incluso la muerte. También ha habido un crecimiento de la violencia antisemita en los Países Bajos y en Suecia desde el año 2000. La mayoría de la violencia antisemita en Europa tiene que ver con el conflicto árabe-israelí debido a que la mayoría de los atacantes pertenecen a comunidades de árabes que residen en Europa. Sin embargo, en comparación con Francia, el Reino Unido y la mayoría de Europa, en Alemania, Austria y Suecia, los atacantes árabes son un porcentanje muy pequeño de personas que realizan actos antisemitas.

## España
La primera gran persecución a los judíos en España tuvo lugar en la Hispania visigoda, siendo obligados a recibir bautismos forzados. También hubo persecuciones en Al-Ándalus y en los reinos cristianos peninsulares medievales. 
En 1492, tres meses después de que el matrimonio compuesto por Fernando II de Aragón e Isabel I de Castilla (conocidos como los Reyes católicos) conquistara el último reino musulmán de la península (el reino nazarí de Granada), los judíos que no quisieron convertirse fueron expulsados de la Corona de Castilla y de la Corona de Aragón. Los descendientes de los hebreos expulsados se llaman sefarditas.